# 49e régiment d'infanterie (France)
Le 49e régiment d'infanterie (49e RI) est un régiment d'infanterie de l'Armée de terre française créé sous la Révolution à partir du régiment de Vintimille, un régiment français d'Ancien Régime.

## Création et différentes dénominations
- 1er janvier 1791 : Tous les régiments prennent un nom composé du nom de leur arme avec un numéro d’ordre donné selon leur ancienneté. Le régiment de Vintimille devient le 49e régiment d'infanterie de ligne ci-devant Vintimille.
- 1794 : Amalgamé il prend le nom de 49e demi-brigade de première formation
- 26 octobre 1795 : Création de la 49e demi-brigade de deuxième formation
- 1803 : Lors de la réorganisation de l'armée et la création des régiments, le 49e régiment d'infanterie de ligne n'a pas été formé, le no 49 est resté vacant.
- 20 avril 1815 : Un décret du 20 avril 1815 rend aux anciens régiments d'infanterie de ligne les numéros qu'ils avaient perdus. Le 49e régiment redevient le 53e régiment. Le no 49 reste de nouveau vacant.
- 11 août 1815 : création de la légion du Lot
- 1820 : La légion du Lot est amalgamée et renommée 49e régiment d'infanterie de ligne.
- 1882 : devient 49e régiment d'infanterie
- 1914 : à la mobilisation, le 49e RI donne naissance au 249e régiment d’infanterie
- 1923 dissolution du régiment.
- 1939 recréation du régiment.
- 1940 dissolution du régiment.
- 1945 recréation du régiment.

## Colonels/chef-de-brigade
- 25 juillet 1791 : Raphaël de Casabianca (**)
- 27 mai 1792 : Gabriel Adrien Marie Poissonnier Desperrières (*)
- 30 juin 1793 : Louis Chevaleau de Boisragon
- 5 septembre 1795 : François-Joseph Delegorgue (*)
- 26 février 1796 : Joseph Paradis (*)
- 10 septembre 1799 : Martial Bardet (**)
- 1815 : colonel Danlion
- 1819 : colonel Achard
- 1820 : colonel Pignet
- 1821 : colonel d'Eu de Marson
- 1824 : colonel de Boscals de Réals
- 1825 : Antoine de Gramont d'Aster
- 1825 : colonel Collette
- 21 septembre 1827 : Bernard Pierre Magnan
- 1831 : colonel Caron
- 1833 : colonel de Rossi
- 1841 : colonel Delattre
- 1848 : colonel Édouard de La Chevardière de La Grandville
- 1852 : colonel de Lorencez
- 1855 : colonel de Kerguen
- 1855 : colonel de Mallet de Molesworth
- 1866 : colonel Ponsard
- 1870 : colonel Kampf
- 1876 : colonel Joanin
- 1882 : colonel Emond d'Esclevin
- 1883 : colonel Barberet
- 1887 : colonel Guélot
- 1887 : colonel Brusley
- 1891 : colonel Gillon
- 1895 : colonel Privat

(*) Officier qui devint par la suite général de brigade.
(**) Officier qui devint par la suite général de division.

## Historique des garnisons, combats et bataille du49eRI de ligne

### Révolution et Empire

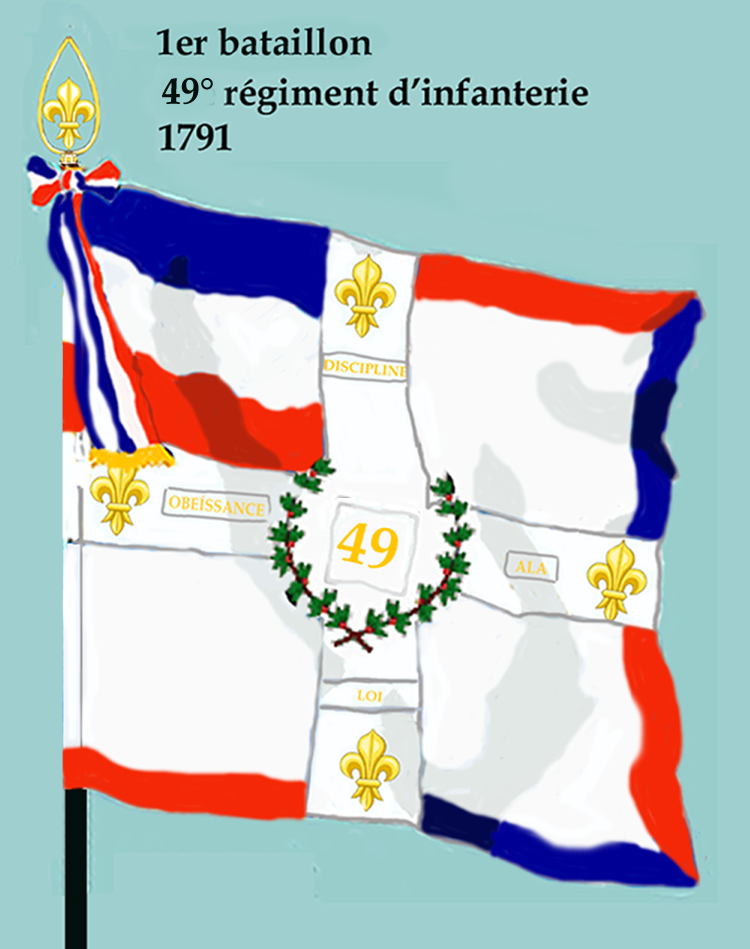
1er bataillon de 1791 à 1793
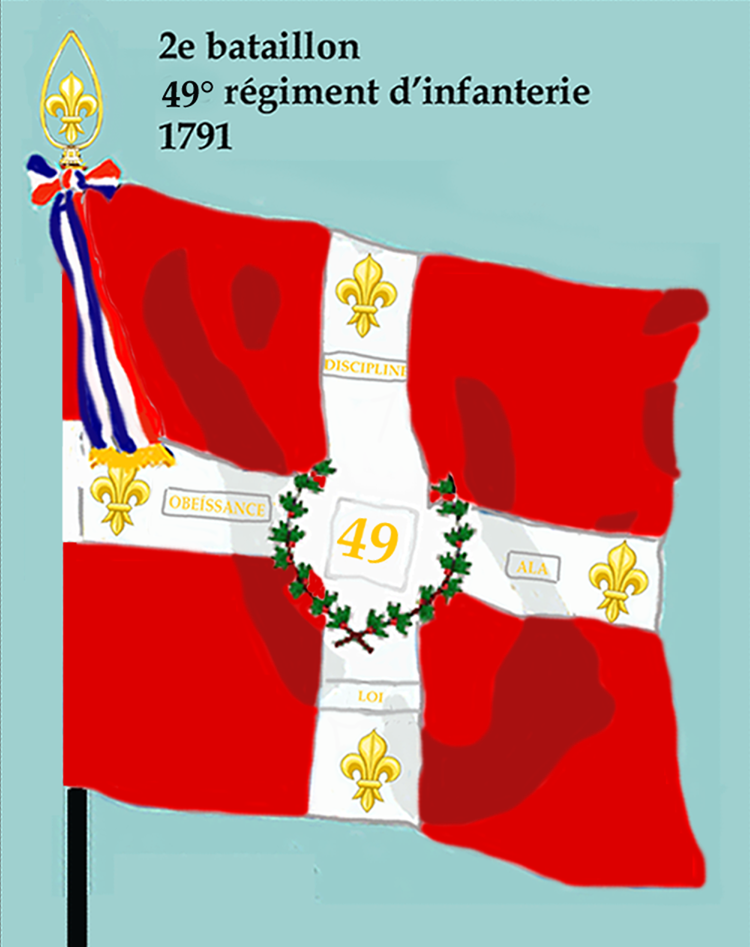
2e bataillon de 1791 à 1793
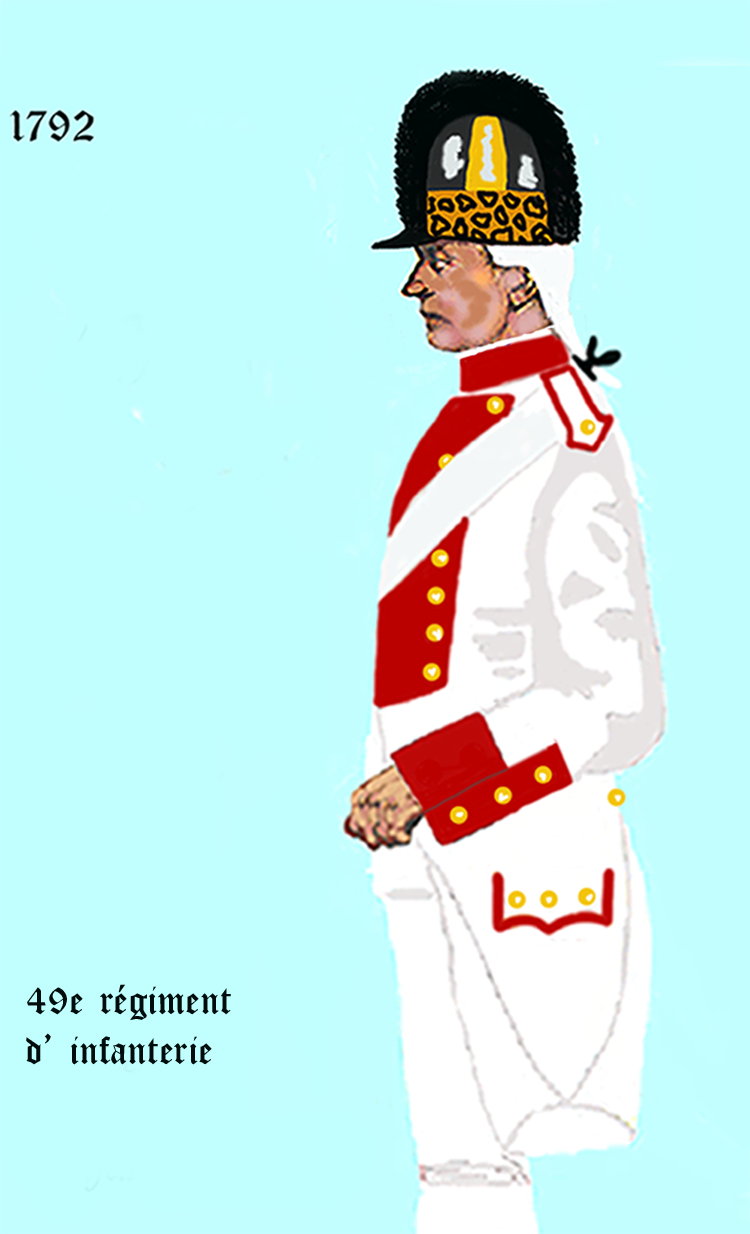
de 1792 à 1796

- 1789 : Clostercamp, le régiment y perd 58 de ses officiers[1]
- 1792 :
  - Mons,
  - Bavay,
  - Combat de Quiévrain
  - Valmy,
  - Jemmapes
  - Namur
  - Combat de Merzig
- 1793 :
  - Armée de Belgique
  - Le 2e bataillon du 49e régiment d'infanterie de ligne avec 1er bataillon du 38e régiment d'infanterie de ligne et le 1er bataillon du 6e régiment d'infanterie de ligne sont désignés pour renforcer la garnison de Condé[Note 1].
  - Combat d'Arlon
  - Bataille de Hondschoote
- 1794 :
  - Devient la 49e demi-brigade de première formation, par l'amalgame des
    - 1er bataillon du 25e régiment d'infanterie (ci-devant Poitou)
    - 4e bataillon de volontaires du Nord    dit bataillon de Bergues et de Dunkerque
    - 5e bataillon de volontaires de l'Oise

  - Armée du Nord
  - Maastricht
- 1795 :
  - prise de Luxembourg
  - 26 octobre 1795 : création de la 49e demi-brigade de deuxième formation, par l'amalgame des
    - 93e demi-brigade de première formation (2e bataillon du 47e régiment d'infanterie ((ci-devant Lorraine)), 1er bataillon de volontaires de Seine-et-Marne et 6e bataillon de volontaires du Haut-Rhin)
    - 174e demi-brigade de première formation (2e bataillon du 96e régiment d'infanterie (ci-devant Nassau), 1er bataillon de volontaires de la Haute-Vienne et 6e bataillon de volontaires du Jura)

- 1796 :
  - Wurzbourg,
  - Nassau,
  - Weilberg
- 1799 :
  - Bergen
- 1801 :
  - Saint-Dominique
- 1803 : Lors de la réorganisation de l'armée et la création des régiments, le 49e régiment d'infanterie de ligne n'a pas été formé, le no 49 est resté vacant.

### 1820 - 1852
En 1820, la légion du Lot, la légion de la Gironde et la légion de la Seine-Maritime entrent dans la formation du « 49e régiment d'infanterie de ligne ».
Cette même année, les éléments de la légion de la Gironde forment la 19e régiment d'infanterie de ligne et les éléments de la légion de la Seine-Maritime forment la 39e régiment d'infanterie de ligne.    
- En 1825, Antoine de Gramont d'Aster (1787-1825), demanda et obtint le commandement du 49e de ligne, qui partait pour la Martinique. Il rejoignit ce corps et peu de jours après son arrivée mourut de la fièvre jaune, le 26 juillet 1825. Cette maladie contagieuse s'étant déclarée dans la portion de son régiment qui occupait le Fort-Royal, il voulut donner l'exemple d'un courageux dévouement, s'y renferma avec ses soldats pour les faire soigner sous ses yeux et succomba peu de jours après, victime de son zèle.
- 1830 : Une ordonnance du 18 septembre créé le 4e bataillon et porte le régiment, complet, à 3 000 hommes[2].
- Embarque à Toulon pour l'expédition d'Alger (1830)
  - Bataille de Staoueli le 19 juin 1830
  - Prise d'Alger le 5 juillet 1830
  - Embarque pour l'expédition de Bône le 25 juillet 1830, débarque sans obstacles et prend possession de la ville le 2 août 1830
  - Le 15 il repart pour Alger
- Il rentre en France à la fin de 1830
- À Strasbourg en 1834

### Second Empire
- 1855 : Guerre de Crimée : Siège de Sébastopol, batailles de Malakoff et de Tratkir
- 1859 : Campagne d'Italie : bataille de Solférino

Lors de la guerre de 1870, il est à l'armée de Chalons et combat à Beaumont et Sedan
Le 16 août 1870, le 4e bataillon, formé pour la plupart de nouveaux arrivants, quitte le dépôt pour créer le 25e régiment de marche à Paris. Le dépôt forme ensuite des détachements de renfort qui rejoignent des régiments de marche : une compagnie au 36e régiment de marche (août), une au 33e régiment de marche (septembre), une au 37e régiment de marche, une au 46e régiment de marche (octobre), une au 44e régiment de marche, une au 51e régiment de marche (novembre), deux au 65e régiment de marche (décembre), un détachement au 85e régiment de marche (janvier), un détachement au 88e régiment de marche et une compagnie au 90e régiment de marche (février)

### 1870 - 1914

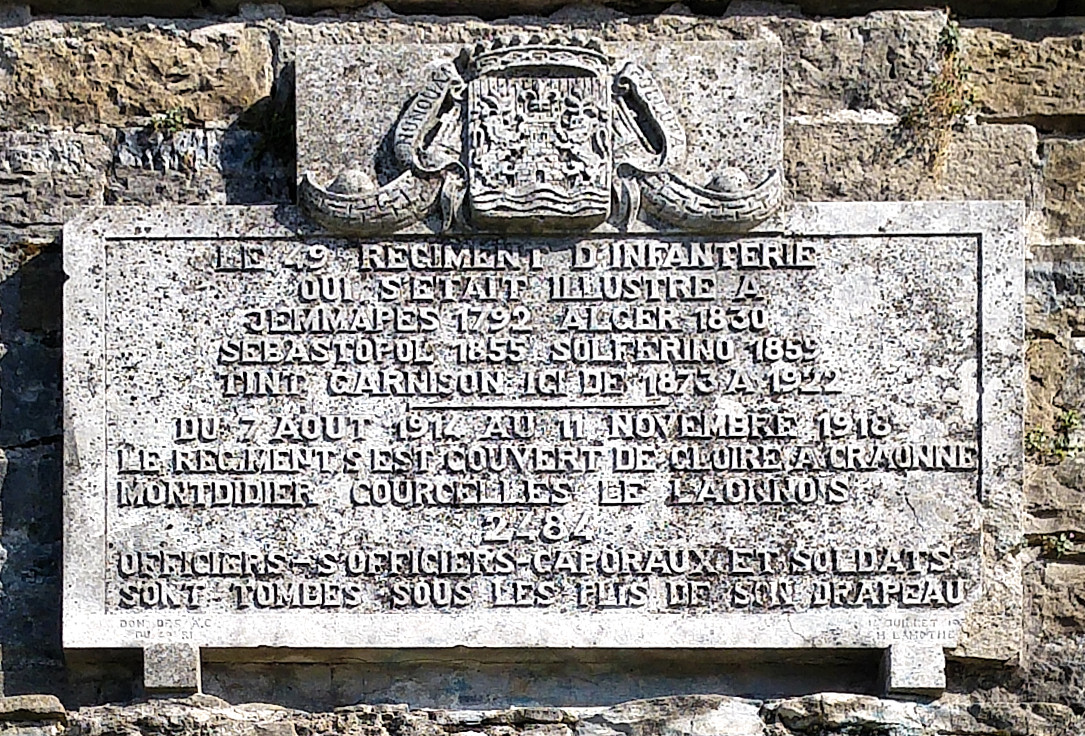
Plaque à la mémoire du 49e régiment d'infanterie à Bayonne

- Garnison à Bayonne et, pour un bataillon, à Saint-Jean-Pied-de-Port
- 1897 : expédition de Tunisie

### Première Guerre mondiale
Casernement en 1914 : Bayonne ; 71e brigade ; 36e Division d'Infanterie d'août 1914 à novembre 1918 ; 18e corps d'armée.

#### 1914
- le 24 août : Bataille de Charleroi
- le 29 août : Bataille de Guise
- du 5 au 12 septembre: Bataille de la Marne

#### 1915
- secteur du Chemin des Dames (toute l'année) : Hurtebize, moulin de Vauclair.

#### 1916
- secteur du Chemin des Dames (janvier à février) : Hurtebize, moulin de Vauclair
- mai : Bataille de Verdun, Fleury, bois de la caillette, Vaux chapitre.
- juin - août, Argonne : bois de la gruerie.
- août - septembre : Champagne.
- décembre, Somme.

#### 1917
- La Somme
- Bataille du chemin des dames
- juillet - septembre, L'Alsace
- octobre - décembre : Champagne.

#### 1918
- janvier - février, Champagne.
- mars - avril, Somme.
- Allemant forêt du plateau de Pinon.
- Verneuil-Sur-Serre.

### Entre-deux-guerres
Le 27 juillet 1919, le 49e est démobilisé à la garnison de Bayonne.
Durant le conflit il a perdu 52 officiers, 161 sous-officiers, 34 caporaux, 1100 soldats.
En 1923, le régiment est dissout en partie, ses traditions sont conservées par le 18e régiment d'infanterie de ligne qui est en garnison à Pau puis en garnison à Bayonne ; jusqu’en 1925, un bataillon est en garnison à Saint-Jean-Pied-de-Port.

### 1939 - 1940
Le régiment est reconstitué en 1939 sous le nom de 49e RI aux ordres du Lieutenant-Colonel Hargoaa à Bayonne avec en majeure partie des Basco béarnais, à la 35e division d'infanterie affecté le 12 mai 1940 à la 30e division d'infanterie alpine (30e DIAlp). Il se distingue dès son entrée dans la campagne en avant de la ligne Maginot dans le secteur de Rohrbach.
Le 19 novembre 1939, à la demande du contingent Basco-béarnais, le haut commandement à la demande du chef de corps et pour récompenser le régiment de sa belle attitude au feu, autorise le port du béret, coiffure régionale du Pays basque[réf. nécessaire].

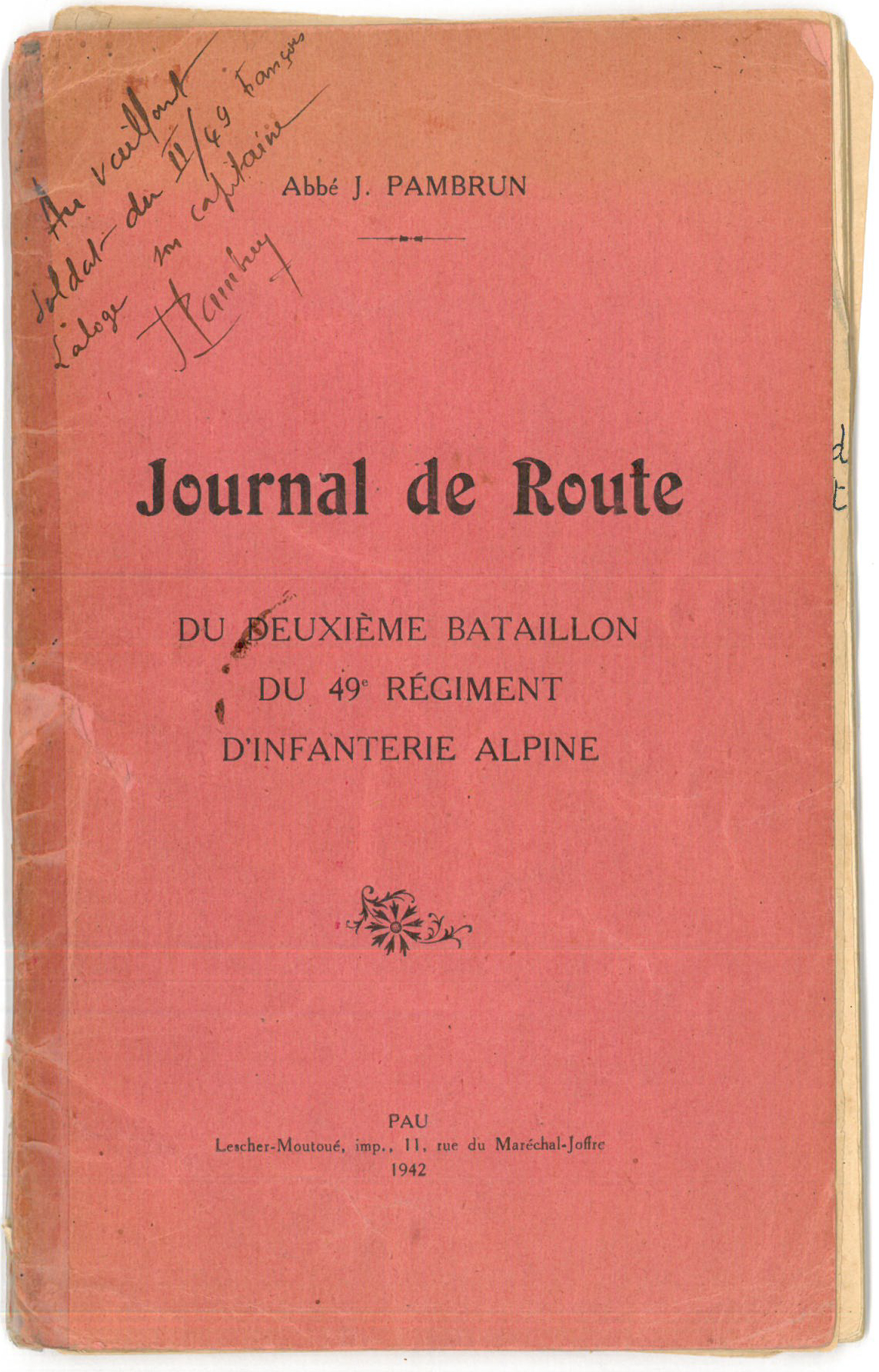
couverture du journal de route du 49e RIA - Pau 1942

Il est à noter que le 49e R.I. s'est battu dans les vosges jusqu'au 22 juin, subissant des pertes importates mais continuant à faire face. Ils rendront les armes le 23 juin à la suite de l'annonce de la signature de l'Armistice. Le Major Allemand Retz indiqe Raon comme point de rassemblement. Les compagnies Lambert et Barboux sont toujours portées disparues, probablement faites prisonnières à la suite des combats qui ont fait rage en ces jours de juin, notamment au col de la Chapelotte (Source : Joural de route du deuxième bataillon du 19e d'Infanterie Alpine - Abbé J. Pambrun).
Extrait du joural de route, derniers combats :
Vendredi 21 juin 1940, matin
Au lever du jour, une messe est dite à la chapelle des Colins, servie par le médecin-lieutenant Thévenin, qui vient d'évacuer et de soigner les blessés de la veille à la Chapelotte. Le caporal Abadie et le soldat Oustaloup-Cassède n'ont pas survécu à leurs blessures.
Au col, les combats reprennent : le lieutenant Mihura, les soldats Sarhy et Mauchaussat sont tués. Sur ordre du capitaine Lambert, le groupe franc La Bigne contre-attaque, baïonnette au canon, avec le renfort de 2 sections. Les fantassins allemands, impressionnés, se replient mais d'autres manoeuvrent pour s'infiltrer dans nos lignes. La section du lieutenant Sentucq est isolée mais continue à se battre et parvient à se dégager. Devant la menace qui s'aggrave, le capitaine Lambert installe ses unités en hérisson pour mieux barrer le col. Dans ces engagements, le caporal Barcelère, les soldats Donis, Cachard et Dupont sont tués. Le groupe franc La Bigne n'a que 2 blessés, Dancosse et Lalo[y]e (erreur de retranscription du bon d’ambulance, il s’agit bien du soldat Laloge), qui s'ajoutent à ceux de la veille, Aymard et Arnaud.

Vendredi 21 juin, après-midi
Il/49eRIA
Pour obliger les Français à abandonner le col de la Chapelotte, les Allemands de l'lnfanterie-Regiment 412 mettent le feu aux sapins. Mais le vent tourne et rabat la fumée sur eux. Nos alpins réalisent alors des contre-feux. Vers 16 heures, sur demande du cdt Picard, le 59e RA déclenche un tir d'encagement, qui rendra l'ennemi plus prudent. Il s'infiltre néanmoins dans la montagne au sud du col, surprend la 7 e compagnie du lieutenant Moulié, installée au hameau des Colins, et fait quelques prisonniers mais un tir précis de mitrailleuses et de mortiers repousse encore l'attaque.
Bien que son bataillon tienne toujours le col, le cdt Picard s'inquiète : deux estafettes, envoyées par lµi à Celles, ne sont pas revenues. On regroupe les blessés pour assurer leur évacuation. Huit d'entre eux sont gravement touchés : Adjudants Laborde et Capsous, chef Bécas, soldats Mozan, Rodes, Chivaley, Sopéras, Clemenceau.
Deux citations à l'ordre du 43e corps d'armée méritées par le 49/II (sur la demande du Général Lescanne et du  Général Bourret ultérieurement transformée en citation à l'Armée).
"Ordre général N° 65 (14465/1)
Le général Lescanne commandant le 43e C.A. cite à l'ordre du C.A. le 2e Bataillon su 49 R.I.A.
Bataillon d'un moral incomparable. Sous la vigoureuse impulsion de son chef le commandant Picard, a réalisé seul, à travers toute l'Alsace réoccupée par l'ennemi, une retraite de 4 jours, livrant de nombreux combats, faisant des prisonniers, construisant des ponts pour ses véhicules. Est rentré à son corps d'Armée dans la forme la plus complète.
Ordre général N° 69(?) (14462/1)
Pour la deuxième fois en quelques jours le 2eme Bataillon du 49 R.I.A. sous les ordres du commandant Picard s'est signalé par le plus brillant fait d'armes. "A assuré une résistance opiniâtre contre un ennemi très supérieur en nombre et doté de gros moyens. Malgré de lourdes pertes a du céder le 21 au soir un peu de terrain. A contre attaqué au point du jour, repris le terrain perdu et gagné une profondeur de près de 2 km."
Signé "Lescane""
ORDRE GENERAL N ° 91 - (EXTRAITS) Officiers, sous-officiers, caporaux, soldats du 43me C.A
Pendant ces jours de deuil, le 43mo C.A. est rêsté solide comme un roc au milieu d'une mer démontée. 
Le 12 juin, obéissant à des ordres supérieurs il quittait malgré lui le ferme appui de la forteresse et entamait presque sans équi-page la dure retraite. Pied à pied, il disputait à l'ennemi le sol fiançais. 
Le 18 Juin, il faisait front de Gondrexance à Arzwiller sur le canal de la Marne au Rhin. Sans se laisser entamer il y tenait ferme tout un jour contre une ennemi nombreux dont il brisait l'élan au prix de lourdes pertes. Le 37"'" R.l. s'y couvrait de gloire. 
Le 19 Juin, obligé de souder son mouvement au recul général des autres corps, il retraitait à son tour. Peu à peu, au prix de prodiges à travers un pays occupé, les éléments épars qu'il avait dû laisser sur le front de la forteresse, le ralliaient. 
Le 20 et 21 il faisait front définitivement à la lisière boisée des Vosges et l'élan des divisions ennemies se brisait sur son rempart. 
Sourd aux bruits d'armistice qui peu à peu gagnaient en consis-tance, défendant sans espoir une cause où tout était perdu, sauf l'honneur, privé de toutes relations avec les armées voisines et avec les ressources du pays, réduits aux seules munitions, aux seuls approvisionnements que par des prodiges d'ingéniosité et d' acti-vité, son Etat-Major recueillait dans les dépôts épars et oubliés, luttant jour et nuit sans sommeil, avec des troupes arrivées à l'ex-trême limite de l'effort humain, il a tenu bon, encerclé jusqu'à l'épuisement de ses ressources et de ses munitions. 
Le 43 "'" C.A. a obtenu des conditions qui en accordant aux officiers leurs armes et bagages en laissant la troupe aux ordres des officiers étaient un témoignage de la reconnaissance par le commandement allemand de la valeur de notre résistance et de l'ordre qui régnait au 43me C.A. 
Le 4311" C.A. a succombé à Donon. C'est un symbole. Il a tenu jusqu  au 24 Juin le dernier coin de la terre d'Alsace, le point le plus septentrionnal du front français, il a tiré là haut le dernier coup de canon. Restez fiers. Restez confiants. Restez fidèles les uns les autres. Les jours de deuil auront leur fin. 
Le Général LESCANNE. Commandant le 43m• C.A. "

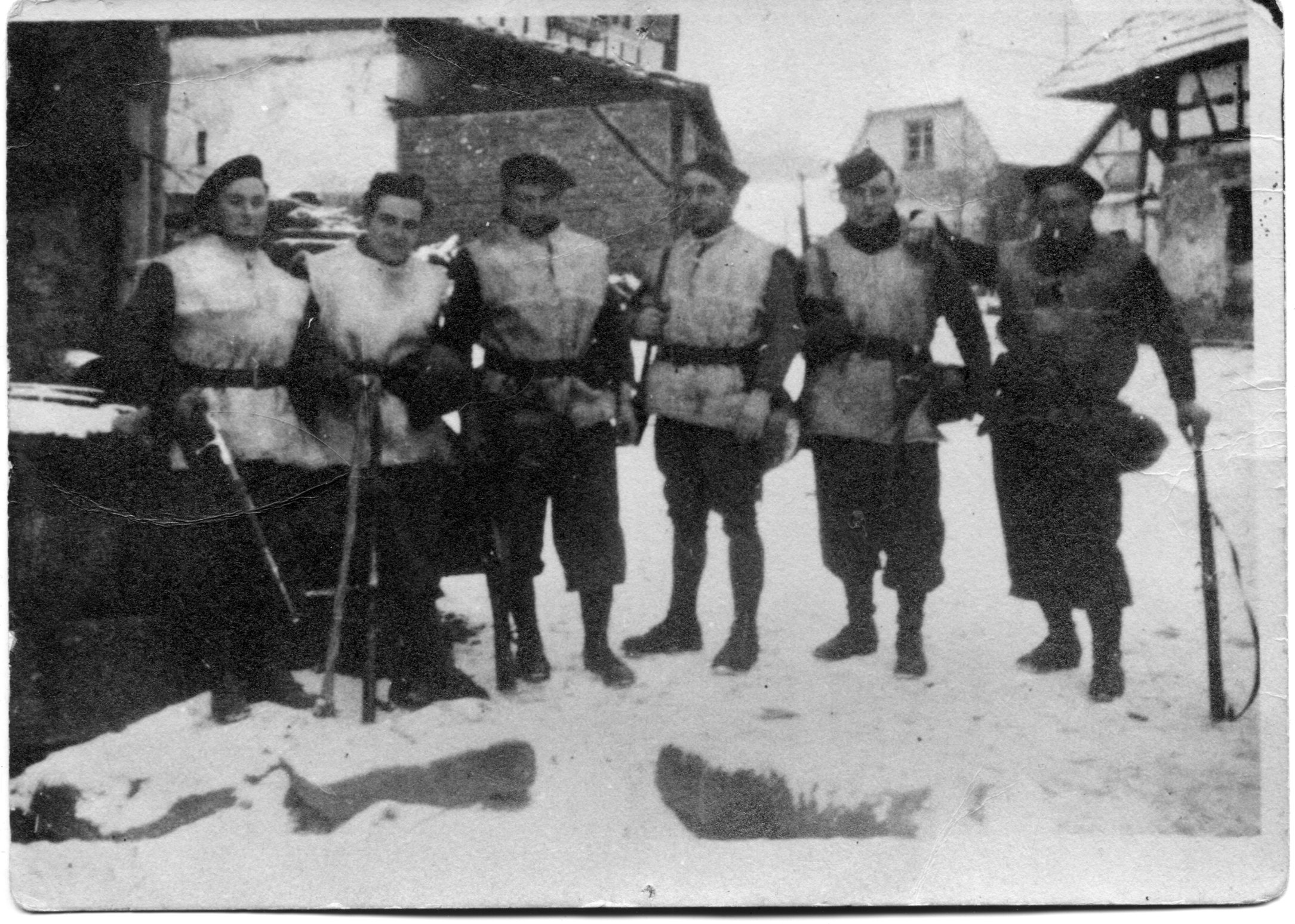
Des gars du corps-franc Labigne avant un départ en patrouille-hiver 1939/1940 - Vosges

### 1944 - 1945
Après sa dissolution, en 1940, beaucoup de ses cadres rentreront en résistance au côté d'André Pommiès.
Le 10 février 1945, lors de la réorganisation militaire des unités FFI, le Corps Franc Pommiès originaire de Midi - Pyrénées et en particulier des Hautes Pyrénées et des Pyrénées Atlantique devient logiquement le 49e régiment d'infanterie sous le commandement d'André Pommiès.
Intégré tout d'abord comme infanterie de la 1re DB, en 1943 il est intégré fin novembre 1944 à la 3e DIA du colonel Delerry. Il redevient 49e RI le 10 février 1945 (chef de corps : lieutenant-colonel Pommiès. I/49e : commandant Lacapelle. II/49e : commandant Viard. III/49e : commandant Dangoumau puis capitaine Dazet).
Et va participer aux opérations de cette Division la Garde du Rhin, le franchissement du Rhin, marche sur Stuttgart, d'Eppingen à Stebbach.
Le 8 juillet 1945, les américains relèveront le régiment qui quittera Stuttgart.
Le 49e R.I quitte Stuttgart en train le 8 juillet 1945 pour aller occuper le village d'Erpolzheim.
le 49e prend le départ, pour Berlin. Il y sera d'octobre 1945 au 9 mai 1946.

### 1945 à nos jours

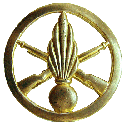
insigne de béret d'infanterie

- Présence en Indochine avec le 1er bataillon de marche du 49e R.I. (voir Mémorial des guerres en Indochine).
- Présence en Algérie de 1956-1963. La 2e compagnie du 49e bataillon d'infanterie est installée dans les Bibans, exactement à Teniet el-Khemis. Le PC de ce bataillon est à Medjana et le tout dépend du secteur de Bord Bou Arreridj.
- Au cessez-le-feu du 19 mars 1962 en Algérie, le 49e Bataillon d'Infanterie constitue, comme 91 autres régiments, les 114 unités de la Force Locale. Le 49e BI forme une unité de la Force locale de l'ordre Algérienne, la 440°UFL-UFO composé de 10 % de militaires métropolitains et de 90 % de militaires musulmans, qui pendant la période transitoire devaient être au service de l'exécutif provisoire Algérien, jusqu'à l'indépendance de l'Algérie. (Accords d'Evian du 18 mars 1962)

## Drapeau
Il porte, cousues en lettres d'or dans ses plis, les inscriptions suivantes, :
- Jemmapes 1792
- Alger 1830
- Sébastopol 1855
- Solférino 1859
- Craonne 1917
- Montdidier 1918
- Courcelles 1918
- Laonnais 1918
- Résistance Languedoc-Pyrénée
- Stuttgart 1945
- AFN 1952-1962

## Décorations
Sa cravate est décorée:
De la Croix de Guerre 1914-1918 avec quatre citations à l'ordre de l'armée. 
Puis l'attribution de la fourragère aux couleurs du ruban de la Médaille militaire.

## Devise
Sa devise : "En avant toujours"

## Personnalités ayant servi au sein du régiment
- Jean Duclos, député
- Emmanuel Iguinitz, joueur de l'équipe de France de rugby à XV, caporal au 49e régiment d'infanterie, il est tué à l'ennemi le 20 septembre 1914 à Craonne. Mort pour la France[7]
- Maréchal Jean de Lattre de Tassigny.
- Philippe Joseph Malbrancq alors simple soldat au régiment de Berry
- François Antoine Teste
- Général Félix de Vial, en tant que capitaine.
- Paul Rousseau (1868-1941)
- Maurice Bouignol (1891-1918), poète, son nom est inscrit au Panthéon parmi les 560 écrivains morts pour la France.

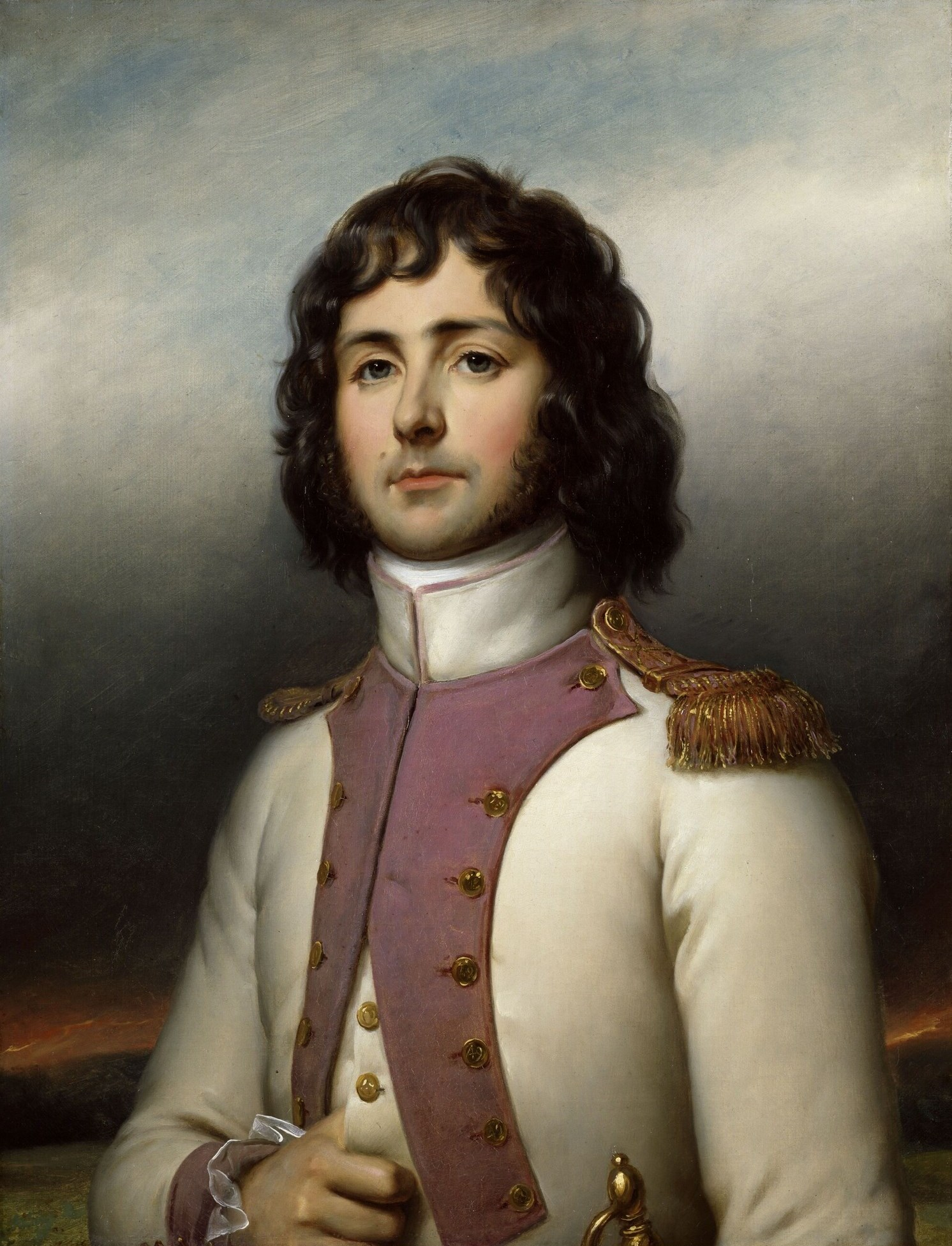
Horace Sébastiani en uniforme de lieutenant du 49e régiment d'infanterie de ligne en 1793. Portrait par Jean-Baptiste Guérin (1783-1855), 1835. Château de Versailles.

## Sources et bibliographie
- À partir du Recueil d'Historiques de l'Infanterie Française (Général Andolenko - Eurimprim 1969).
- 1635 - 1650 : L’Héroïsme à l'épreuve de l'absolutisme : L'exemple du maréchal de Gassion (1609-1647) par Hervé Drévillon.
- À partir du Portrait du maréchal de Gassion, Paris, Pierre Bienfait, 1664.
- Le Maréchal de Gassion, Capitaine Henri Choppin, 1907.
- La Réforme de la cavalerie Française par Richelieu, Capitaine Henri Choppin, 1912.
- Les oubliés du Chemin des Dames, par Eric Mailharrancin (Elkar, 2008), roman historique sur le parcours du 49e RI pendant la guerre de 14-18
- Jeanne Gilmore, La République clandestine 1818-1848, Paris, Aubier, 1997, p. 234
- Henri Charles-Lavauzelle : Petit Historique du 49e régiment d'infanterie 1895
- Historiques des corps de troupe de l'armée française (1569-1900)